# Isis-Néféret
Pour les articles homonymes, voir Iset.
Isis-Néféret est une reine d'Égypte de la XIXe dynastie, épouse de Ramsès II. On ne sait pas grand-chose sur elle si ce n'est que quatre de ses enfants auront des rôles importants au cours du règne de Ramsès II, jusqu'à ce que l'un d'entre eux, Mérenptah, lui succède sur le trône d'Égypte. 

## Généalogie

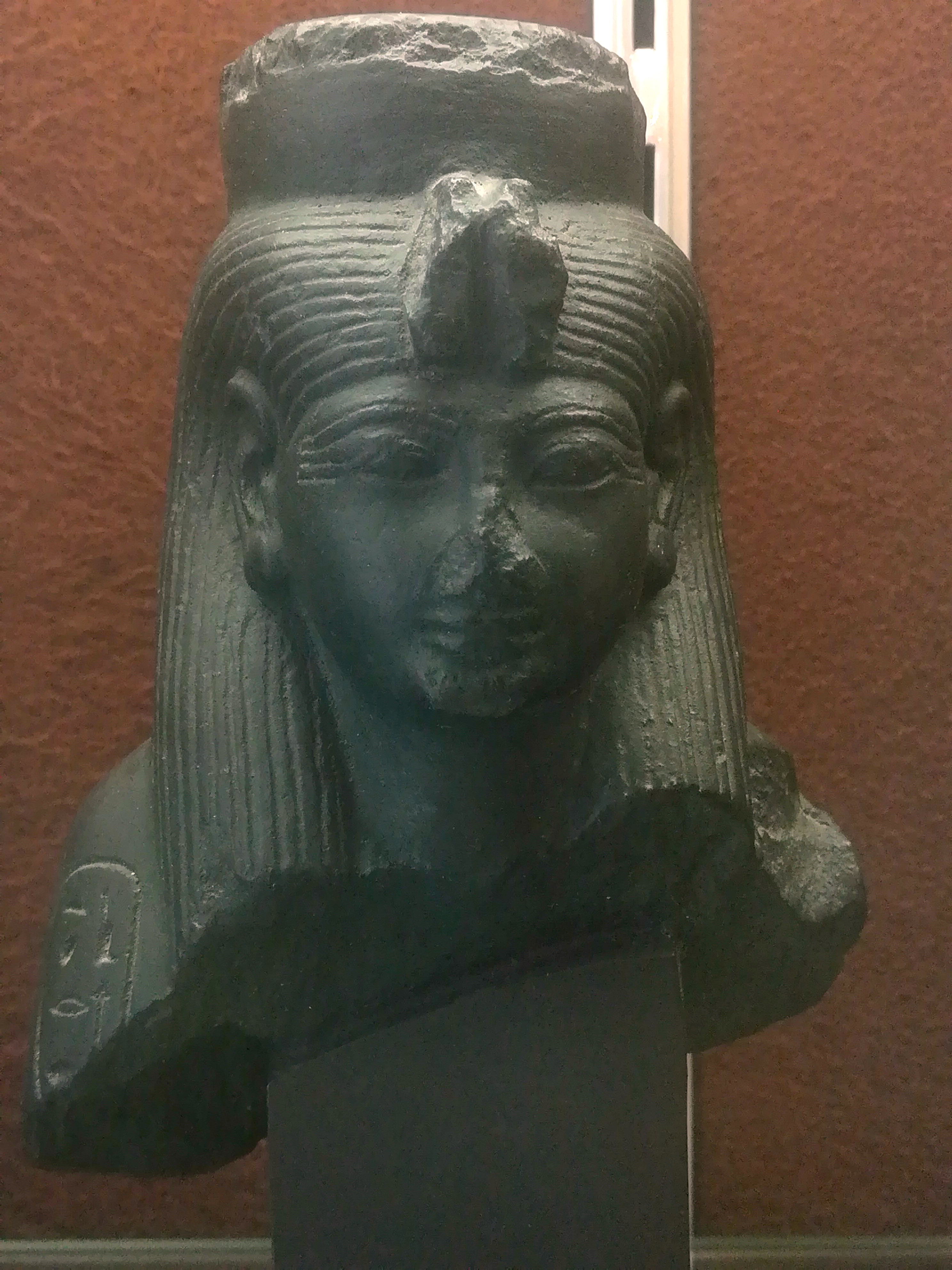
Isis-Néféret

Ses origines sont pratiquement inconnues et encore aujourd'hui très débattues. Certains spécialistes avancent qu'elle serait syrienne, pointant le nom de sa fille aînée Bentanat et qu'elle aurait été donnée en mariage lors du règne de Séthi Ier au jeune Ramsès II. Toutefois, il est fort possible qu'il s'agisse simplement un témoignage du souci de Ramsès II de vénérer l'une des divinités asiatiques introduites depuis longtemps dans le Delta oriental, région d'où est originaire Ramsès II. D'autres pensent qu'elle avait peut-être des liens avec la famille du pharaon Horemheb. Ils reposent leur proposition sur le texte d'un ouchebti découvert par Geoffrey Thorndike Martin dans le puits I de la tombe de ce souverain, à Saqqarah. D'autres encore la donnent comme la fille d'un dignitaire de la cour du pharaon Séthi Ier. Il est presque évident qu'elle n'est pas d'origine royale car on n'a jamais retrouvé pour elle le titre de « Fille du Roi » (sȝt-nswt) ou de « Noble Dame » (rpatt), ce qui ne veut pas dire qu'elle n'était pas égyptienne.
Isis-Néféret est probablement mariée à Ramsès II dès l'an 1 du règne de Séthi Ier, faisant partie avec Néfertari des épouses évoquées dans l'inscription dédicatoire d'Abydos. L'ordre de naissance de ses enfants et leur âge lors de l'avènement de Ramsès II (Khâemouaset est figuré sur un char dès l'an 1 du règne de Ramsès II, ce qui ne justifie pas qu'il a effectivement monté un char cette année-là, mais montre qu'il devait être déjà assez âgé à ce moment-là) sont des éléments forts allant dans ce sens-là. 
Isis-Néféret donne naissance à au moins trois fils et une fille :
- Ramessou, le deuxième fils du roi,
- Khâemouaset, le quatrième fils du roi,
- Mérenptah, le treizième fils et successeur de Ramsès II sur le trône du roi,
- Bentanat (Bint-Anath), la fille aînée du roi.

La sixième fille de Ramsès II, Iset-Nofret, a parfois été considérée comme la fille de la reine Isis-Néféret, mais rien ne vient confirmer une telle hypothèse si ce n'est l'homonymie de ces deux femmes. Qui plus est, elle ne fait pas partie des scènes familiales exécutées par Khâemouaset sur un rocher d'Assouan et sur un pilier du spéos d'Horemheb au Gebel Silsileh.

## Biographie

### Attestations
Isis-Néféret est connue par plusieurs inscriptions et petites statues. Elle n'est pas bien attestée avant l'an 25 de Ramsès II et elle n'est jamais associées aux statues colossales du roi que celui-ci a placées dans ses principaux temples. La plupart des objets et des scènes mentionnant la reine semblent être associés à ses fils Ramessou, Khâemouaset et Mérenptah :
- une statue (Bruxelles E.7500), dont n'est conservée que la partie inférieure sauf les pieds, représente la reine avec une figure en relief de son fils Khâemouaset dans sa fonction de « prêtre Iounmoutef bénéfique à Ptah » et de « prêtre-sem de Ptah » [2] ; est écrit sur le pilier dorsal :

« [...] l'Horus, maître du palais, celle qui remplit la salle d'audience, de son seul parfum. Ses effluves sont semblables à celles de Pount quand ses membres sont fardés (?), l'épouse royale [...].

[...] le sanctuaire néséret, sa perfection enveloppe les appartements privés, la salle d'audience est sous l'effet de ses effluves agréables et parfum, auprès de son père qui se réjouit de la voir, l'épouse royale [...]. »
- deux scènes, exécutées par son fils Khâemouaset après l'an 20 (déduction de la graphie de graphie des cartouches royaux), montrent la reine debout derrière le roi en présence de divinités[5] :
  - la première scène, gravée sur un rocher proche d'Assouan, montre au registre supérieur le roi Ramsès II, Isis-Néféret (coiffée de deux hautes plumes et qualifiée d'épouse royale) et Khâemouaset (prêtre Iounmoutef et prêtre-sem) devant le dieu Khnoum, et au registre inférieur les princes Ramessou (qualifié de prince héritier), la Bentanat (qualifiée de grande épouse royale) et Mérenptah[4] ;
  - la seconde scène, figurée sur une stèle gravée sur l'un des piliers du spéos d'Horemheb au Gebel Silsileh, montre au registre supérieur Ramsès II, Isis-Néféret (coiffée de deux hautes plumes à cornes lyriformes et qualifée de grande épouse royale) et Bentanat (qualifiée également de grande épouse royale) avec une figure de Khâemouaset beaucoup plus petite devant les dieux Ptah et Néfertoum ; le registre inférieur montre le prince Ramessou et le prince (futur pharaon) Mérenptah[6] ;
- un groupe statuaire en grès rose d'origine memphite montrant la reine avec ses fils Ramessou et Khâemouaset (Louvre 2272) porte un texte laissant entendre que Khâemouaset s'est occupé personnellement des funérailles de sa mère et que ces dernières ont eu lieu dans la nécropole memphite :

« Puisse le roi faire que soit satisfait Sokar-Osiris, maître d'Ânkh-Taouy, dans le repos de la nécropole du bel Occident en Hout-ka-khénem-nétjérou, qui dissimule le cadavre dans le temps de vie et rassemble les membres pour l'éternité. Le fils royal, le prêtre-sem de Ptah Khâemouaset, juste de voix, dit : "Puisses-tu vivre en tant que Sothis, grande épouse royale Isis-Néféret. Puisses-tu être élue (?) au ciel parmi les astres. Puisses-tu compléter Orion en face de Khépri comme un astre unique aux cuisses de Nout, Osiris Isis-Néféret, vivante (soit-elle) en tant que manifestation de Celui qui est protégé dans Busiris." Le scribe royal et grand général, le fils royal Ramessou, juste de voix. »
- deux ouchebtis, provenant probablement de Memphis (l'un est à Berlin, l'autre a fait partie des collections de la librairie Cybèle), donnent à la reine le titre de grande épouse royale[7] ;
- la reine est mentionnée sur deux blocs découverts dans la zone des tombes ramessides proche du monastère de Saint-Jérémie à Saqqarah ; l'un de ses blocs la figure debout entre deux personnages aujourd'hui disparus, portant la perruque tripartite et coiffée de la couronne à hautes plumes et cornes lyriformes ; le texte la qualifie de « grande épouse royale » et de « maîtresse de Haute et Basse-Égypte »[7] ;
- au Sérapeum, parmi de nombreux blocs mentionnant les noms de Ramsès II et de Khâemouaset, un bloc découvert en 1986 figure la présentation d'offrandes par deux génies de nomes accompagnés de la mention de « l'épouse royale Isis-Néféret » ; ce bloc devait faire partie du soubassement d'un sanctuaire local qui présentait l'ensemble des nomes apportant leurs offrandes ; la mention de la reine en lieu et place du roi laisse entendre qu'elle avait été impliquée dans la gestion de ce sanctuaire[8] ;
- un petit buste (Bruxelles E.5924) de reine au visage juvénile et à la coiffe tripartite surmontée du modius et le front marqué d'un double uraeus ; sur l'épaule droite apparaît le nom d'Isis-Néféret : si ce buste a souvent été considéré comme celui de la reine, il pourrait tout autant s'agir de celui d'Iset-Nofret II, l'épouse de Mérenptah[2].

### Une grande épouse royale?
Si Isis-Néféret a bien été qualifiée de grande épouse royale pendant le règne de Ramsès II, il n'est pas certain qu'elle ait porté ce titre de son vivant. De plus, elle n'est jamais associées aux statues colossales du roi que celui-ci a placées dans ses principaux temples
Certains ont vu en ce peu de traces en comparaison de Néfertari, la grande épouse royale de Ramsès II, par le fait qu'elle aurait été cantonnée à Memphis et à la Basse-Égypte, et Néfertari à la Haute-Égypte et à la Nubie et ce serait la différence de conservation des vestiges entre ces deux régions qui aurait biaisé la perception qu'on a des deux reines.

Pour Christiane Desroches Noblecourt, la raison de cette absence est la suivante : 
« certains ont imaginé (…) l’éviction d’Isis-Néféret. D’autres l’ont fait mourir avant l’âge ! Il est une autre raison, sans doute essentielle, dont il faut avant tout tenir compte : Néfertari avait mis au monde le fils aîné, prince héritier, Amonherouenemef. »
 Puis, à partir de l'an 25, soit après le décès de Néfertari, Isis-Néféret serait alors sortie de l'ombre. Ainsi, d’après Christiane Desroches Noblecourt, « faute de mieux comprendre », la mise à l’écart antérieure s’expliquerait donc par le fait que « l’accent ait porté, jusqu’à sa mort, sur Néfertari, celle qui avait enfantée le premier fils ».
Cependant, selon Claude Obsomer, les attestations d'Isis-Néféret la qualifiant de grande épouse royale seraient à dater après sa mort. Ainsi, ce titre lui aurait été conféré après sa mort à titre honorifique, ses fils étant d'ailleurs successivement les héritiers du trône avant que le troisième, Mérenptah, ne succède effectivement à son père.

## Sépulture
Le tombeau d’Isis-Néféret n'a jamais été retrouvé. Des documents d'origine memphite avérée pour certains (les blocs trouvés près du monastère de Saint-Jérémie à Saqqarah et le groupe statuaire en grès rose montrant la reine avec ses fils Ramessou et Khâemouaset), supposée pour d'autres (les ouchebtis), semblent indiquer que la tombe de la reine se trouvait dans la nécropole memphite, probablement à Saqqarah.